# Shikshashtakam
Das Shikshashtakam ist ein aus acht Versen bestehendes Gebet, das im 16. Jahrhundert vom indischen Mystiker Chaitanya Mahaprabhu (1486 bis 1534) in Sanskrit verfasst wurde.

## Etymologie

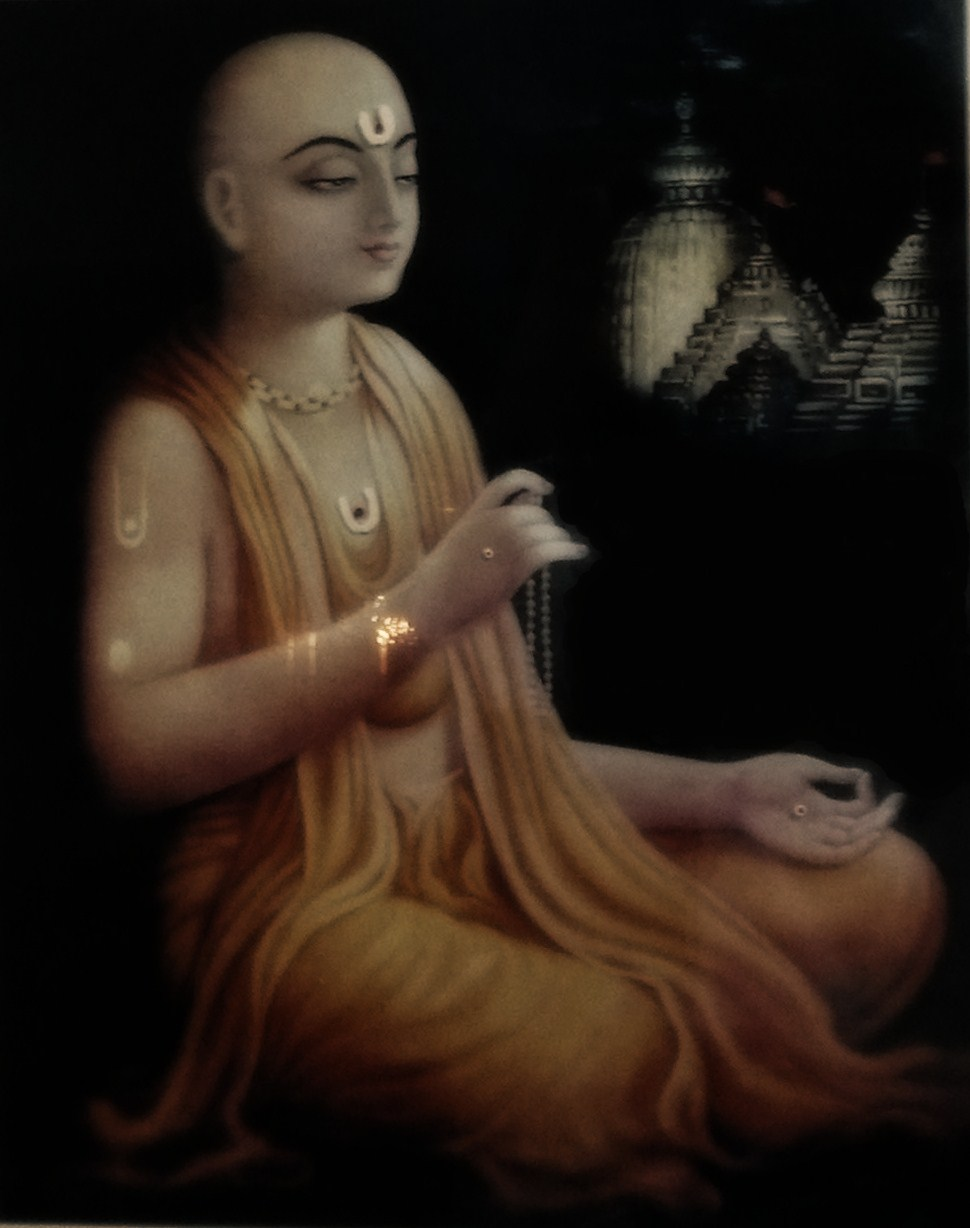
Shri Chaitanya Mahaprabhu im Jagannath-Tempel

Das Sanskritwort Shikshashtakam - शिक्षाष्टकं (Śikṣāṣṭakaṁ) - ist eine Zusammensetzung aus Shiksha (शिक्षा
- Śikṣā) und ashtakam (अष्टकं aṣṭakaṁ). Shiksha bedeutet Anweisung und ashtakam achtfach, achtteilig (von अष्ट aṣṭa – acht). Shikshashtakam ist somit als achtfache Unterweisung zu übersetzen.

## Einführung
Das aus acht Versen bestehende Gebet der Gaudiya Vaishnava ist in Sanskrit niedergeschrieben. Es ist das einzige erhaltene literarische Zeugnis von Chaitanya Mahaprabhu und wird in der von Krishnadasa Kaviraja Goswami verfassten Chaitanya Charitamrita – einer in Bengali geschriebenen Hagiographie Chaitanyas - angeführt. Die in den acht Versen des Shikshashtakams enthaltenen Lehren erklären in prägnanter Form die Essenz des Bhakti-Yoga innerhalb der Gaudiya-Tradition.
Der Großteil der Philosophie Shri Chaitanyas wurde später von seinen Schülern, den Sechs Goswamis von Vrindavan, kodifiziert.

## Textinhalt
Die folgenden, von Shri Chaitanya Mahaprabhu in Sanskrit verfassten acht Verse, bilden die Integralität des Shikshashtakams. Sie wurden im 20. Jahrhundert von A. C. Bhaktivedanta Swami Prabhupada ins Englische übersetzt. 
Die Verse stehen im Shri Chaitanya Charitamrita des Krishnadasa Kaviraja, und zwar im Antya-līlā, Kapitel 20, Verse 12, 16, 21, 29, 32, 36, 39 und 47. Der am Schluss angehängte neunte Vers in Bengali (Antya-līlā 20,65) gehört streng genommen nicht zum Shikshashtakam. Er weist vielmehr auf das spirituelle Ergebnis hin, das sich bei getreuer Rezitation aller acht Verse einstellen wird.

## Bedeutung
Im Shikshashtakam hebt Chaitanya Mahaprabhu die Bedeutung von Bhajan (Singen) und Japa (Rezitieren) der Namen Gottes hervor. Diese beiden Praktiken sind als Sadhana unter Gaudiya Vaishnava von äußerster Wichtigkeit. In den ersten drei Versen des Shikshashtakam wird dies deutlich hervorgehoben.
Vers 1 führt mehrere Gründe an, warum Sankirtana – das gemeinsame Singen/Rezitieren der heiligen Namen Gottes – unter Gaudiya Vaishnava Hare Krishna – bei spirituellen Praktiken betont werden sollte:

„Der erste Grund liegt in der Tatsache, dass Sankirtana all den Staub, der sich in unseren Herzen über viele Jahre hinweg hat ansammeln können, wegfegt. Damit geht gleichzeitig ein interner Reinigungsprozess einher. Wenn wir ein Zimmer längere Zeit nicht reinigen, so lagert sich zwangsläufig Staub auf Mobiliar und unter dem Bett ab. Der Schmutz, den das Chanten von Hare Krishna entfernt, setzt sich aus materiellen Gelüsten im Herzen zusammen. Wenn wir nämlich etwas erstreben ohne dabei an das Vergnügen des Herrn, der Höchsten Persönlichkeit Gottes, zu denken, geben wir einem « dreckigen » Wunsch statt. Im Grunde genommen gibt es weder Gutes noch Schlechtes. Richtet sich unsere Wunschnatur jedoch auf etwas ohne Gott zufriedenstellen zu wollen, so steht sie unter einem sehr schlechten Vorzeichen.“

## Verse

### Vers 1
„चेतोदर्पणमार्जनं भव-महादावाग्नि-निर्वापणम् श्रेयः-कैरवचन्द्रिकावितरणं विद्यावधू-जीवनम् ।

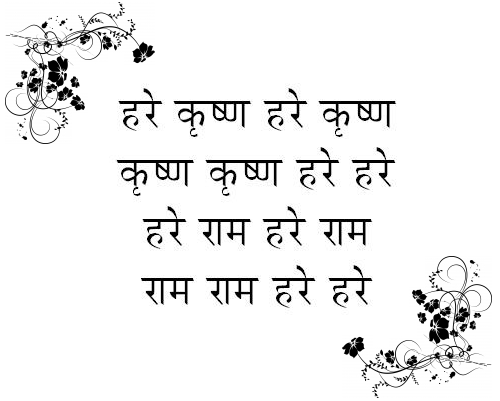
Das Mahamantra

आनंदाम्बुधिवर्धनं प्रतिपदं पूर्णामृतास्वादनम् सर्वात्मस्नपनं परं विजयते श्रीकृष्ण-संकीर्तनम् ॥१॥“

„ceto-darpaṇa-mārjanam bhava-mahā-dāvāgni-nirvāpaṇaḿ
śreyaḥ-kairava-candrikā-vitaraṇaṁ vidyā-vadhū-jīvanam

ānandāmbudhi-vardhanaṁ prati-padaṁ pūrṇāmṛtāsvādanaṁ
sarvātma-snapanaṁ paraṁ vijayate śrī-kṛṣṇa-sańkīrtanam“

„Aller Ruhm gebühre dem Shri Krishna Sankirtana, der das Herz von sämtlichem, über die Jahre angehäuftem Staube befreit und den Steppenbrand des bedingten Daseins mit all seinen wiederholten Geburten und Toden erstickt. Die Bewegung des Sankirtana stellt für die gesamte Menschheit die größte Wohltat dar, da sie die wohltuenden Strahlen des Mondes verbreitet.
 Sankirtana ist der Lebensfunke allen transzendentalen Wissens. Er vertieft den Ozean transzendentaler Glückseligkeit und ermöglicht es, den von uns erhofften Nektar vollends auszukosten.“

### Vers 2
„नाम्नामकारि बहुधा निज सर्व शक्तिस्तत्रार्पिता नियमितः स्मरणे न कालः।

एतादृशी तव कृपा भगवन्ममापि दुर्दैवमीदृश-मिहाजनि नानुरागः॥२॥“

„nāmnām akāri bahudhā nija-sarva-śaktis tatrārpitā niyamitaḥ smaraṇe na kālaḥ
etādṛśī tava kṛpā bhagavan mamāpi durdaivam īdṛśam ihājani nānurāgaḥ“

„Mein Gott, nur dein heiliger Name kann den Lebewesen echte Glücksekigkeit verheißen, aus diesem Grund besitzt du hunderte und abermillionen Namen wie Krishna oder Govinda. In diesen transzendentalen Namen liegen deine gesamten transzendentalen Energien. Wie sie vorgetragen werden sollen bleibt jedem selbst überlassen.
 Mein Gott, dank deiner Barmherzigkeit gestattest du es uns, dich durch das Vortragen deiner Namen zu erreichen. Leider bin ich so unglücklich, mich nicht zu ihnen hingezogen zu fühlen.“

### Vers 3
„तृणादपि सुनीचेन तरोरपि सहिष्णुना।

Shri Hari

अमानिना मानदेन कीर्तनीयः सदा हरिः ॥३॥“

„tṛṇād api sunīcena taror api sahiṣṇunā
amāninā mānadena kīrtanīyaḥ sadā hariḥ“

„Der heilige Namen Gottes sollte mit Bescheidenheit rezitiert werden, in einer Gemütsverfassung, die sich selbst niedriger als das Stroh auf der Straße dünkt und sich toleranter gibt als ein Baum.
Ohne falsches Geltungsbewusstsein und immerzu bereit, anderen alle Ehre zukommen zu lassen, kann Shri Hari ständig rezitiert werden.“

### Vers 4
„न धनं न जनं न सुन्दरीं कवितां वा जगदीश कामये।
मम जन्मनि जन्मनीश्वरे भवताद् भक्तिरहैतुकी त्वयि॥४॥“

„na dhanaṁ na janaṁ na sundarīṁ kavitāṁ vā jagad-īśa kāmaye
mama janmani janmanīśvare bhavatād bhaktir ahaitukī tvayi“

„Allmächtiger, ich sehne mich weder nach Reichtum, schönen Frauen oder Schülern.
 Mein ganzes Streben richtet sich vielmehr auf hingebungsvollen Dienst Dir gegenüber, Geburt auf Geburt.“

### Vers 5

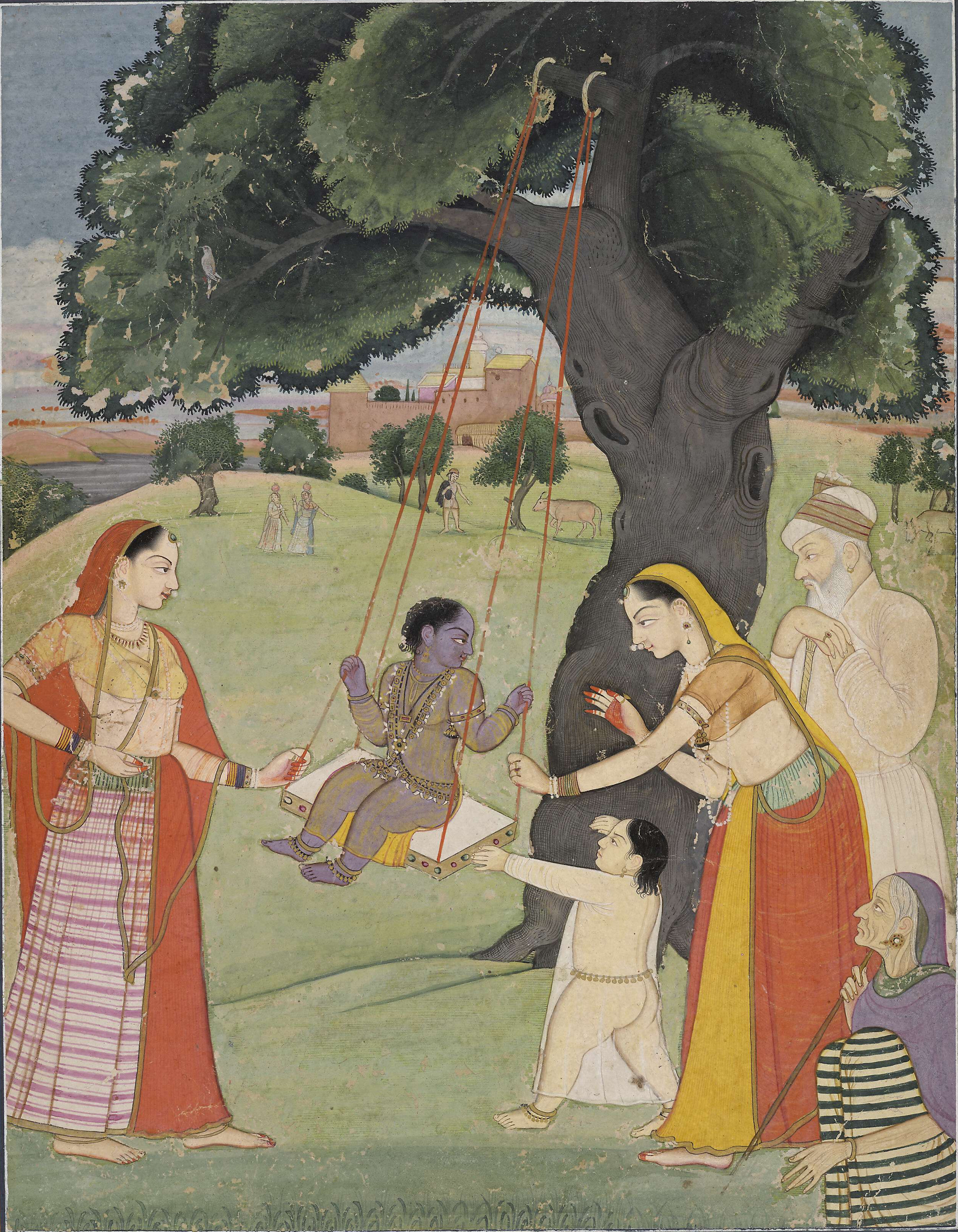
Yashoda und Nanda Baba mit Krishna auf der Schaukel, indischer Maler um 1755

„अयि नन्दतनुज किंकरं पतितं मां विषमे भवाम्बुधौ।
कृपया तव पादपंकज- स्थितधूलिसदृशं विचिन्तय॥५॥“

„ayi nanda-tanūja kińkaraṁ patitaṁ māḿ viṣame bhavāmbudhau
kṛpayā tava pāda-pańkaja-sthita-dhūlī-sadṛśaṁ vicintaya“

„Oh Sohn des Maharaja Nanda, für immer werde ich dein Diener sein. Leider bin ich jetzt irgendwie in den Ozean von Geburt und Tod geraten.
Bitte sei so gütig, errette mich aus diesem Meer der Unwissenheit und setze mich als kleines Staubkorn auf Deine Lotosfüße.“

### Vers 6
„नयनं गलदश्रुधारया वदनं गदगदरुद्धया गिरा।
पुलकैर्निचितं वपुः कदा तव नाम-ग्रहणे भविष्यति॥६॥“

„nayanaṁ galad-aśru-dhārayā vadanaṁ gadgada-ruddhayā girā
pulakair nicitaṁ vapuḥ kadā tava nāma-grahaṇe bhaviṣyati“

„Mein Herr, wann werden sich beim Singen Deines Namens meine Augen mit frei fließenden Tränen füllen ? Wann wird beim Rezitieren Deines Namens meine Stimme versagen und mich eine Gänsehaut überziehen?“

### Vers 7

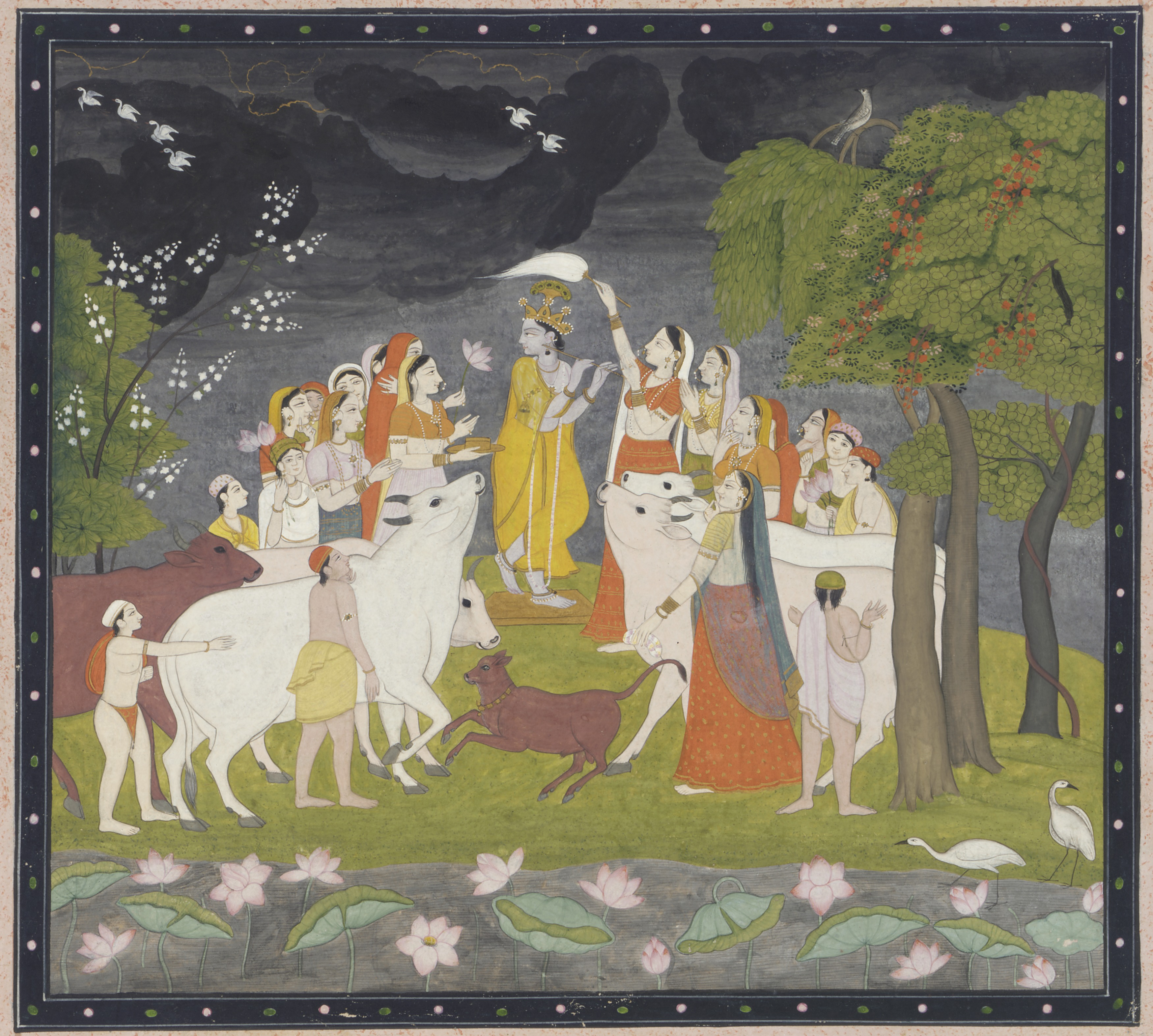
Govinda, 1790/1800 Rajput-Periode

„युगायितं निमेषेण चक्षुषा प्रावृषायितम्।
शून्यायितं जगत् सर्वं गोविन्द विरहेण मे॥७॥“

„yugāyitaṁ nimeṣeṇa cakṣuṣā prāvṛṣāyitam
śūnyāyitaṁ jagat sarvaṁ govinda-viraheṇa me“

„Oh Govinda ! In Deiner Abwesenheit komme ich mir wie zwölf Jahre alt vor. Tränen laufen mir aus den Augen wie Sturzbäche.
Da Du nicht zugegen bist erscheint mir alles leer und nichtig.“

### Vers 8
„आश्लिष्य वा पादरतां पिनष्टु मामदर्शनान्-मर्महतां करोतु वा।
यथा तथा वा विदधातु लम्पटो मत्प्राणनाथस्-तु  स एव नापरः॥८॥“

„āśliṣya vā pāda-ratāṁ pinaṣṭu mām adarśanān marma-hatāṁ karotu vā
yathā tathā vā vidadhātu lampaṭo mat-prāṇa-nāthas tu sa eva nāparaḥ“

„Neben Krishna habe ich niemand als Herrn, ja selbst wenn Er mich unsanft umarmen sollte oder mir durch seine Abwesenheit mein Herz bricht.
Er kann schalten und walten wie Er will, denn Er wird ohne Vorbehalte immer mein verehrungswerter Herr sein.“

### Zusätzlicher neunter Vers in Bengali
„prabhura ‘śikṣāṣṭaka’-śloka yei paḍe, śune
kṛṣṇe prema-bhakti tāra bāḍe dine-dine“

„Wer diese acht Unterweisungen Shri Chaitanyas rezitiert oder hört wird ein tägliches Anwachsen seiner ekstatischen Liebe und Hingabe zu Shri Krishna erfahren“